# Sinacroneuria wui
Sinacroneuria wui är en bäcksländeart som först beskrevs av Yang, D. och C. Yang 1998.  Sinacroneuria wui ingår i släktet Sinacroneuria och familjen jättebäcksländor. Inga underarter finns listade i Catalogue of Life.